# Death Spa

Death Spa, ou Spa de mort au Québec est un film d'horreur américain réalisé par Michael Fischa, sorti en 1989. 

## Synopsis
Le spa de Michael est le lieu d'une série de meurtres sanglants. Il cherche à faire cesser l'effusion de sang avant de perdre tous ses clients.

## Fiche technique
- Titre original : Death Spa
- Titre québécois : Spa de mort
- Réalisation : Michael Fischa
- Scénario : James Bartruff, Mitch Paradise
- Producteurs : Jamie Beardsley
- Production exécutive : Waleed Ali B.
- Photographie : Arledge Armenaki
- Musique : Peter Kaye
- Montage : Michael Kewley
- Pays de production :  États-Unis
- Langue : anglais
- Dates de sortie :
  - États-Unis : octobre 1990
- Film interdit aux moins de 16 ans

## Distribution
- William Bumiller : Michael Evans
- Brenda Bakke : Laura Danvers
- Merritt Butrick : David Avery
- Robert Lipton : Tom
- Alexa Hamilton : Priscilla Wayne
- Ken Foree : Marvin
- Rosalind Cash : Sgt. Stone
- Francis X. McCarthy : Lt. Fletcher
- Shari Shattuck : Catherine
- Hank Cheyne : Robert
- Chelsea Field : Darla
- Joseph Whipp : Dr. Lido Moray
- Karen Michaels : Rhonda
- Tane McClure : Vicky
- Cindi Dietrich : Linda